# The Name of the Game
The Name of the Game är en poplåt skriven av Benny Andersson, Stig Anderson och Björn Ulvaeus som är inspelad och utgiven av popgruppen Abba.

## Historik
Inspelningen av melodin påbörjades den 31 maj 1977 och den första demoinspelningen hade titeln "A Bit of Myself".  Detta var den första låten som spelades in till det kommande musikalbumet The Album och den första som gruppen gjorde i Marcus Music Studio, Stockholm, där merparten av albumet kom att spelas in. Inför singelutgivningen på hösten 1977 mixades låten i Bohus studio, Kungälv.
Under sommaren spelades kompletterande scener till Abba – the Movie in i Stockholm där gruppen framför sin nya inspelning. En musikvideo spelades in i september 1977, i regi av Lasse Hallström. I videon ses gruppen spela brädspelet Fia med knuff. 
"The Name of the Game" togs med på samlingsalbumet Greatest Hits Vol. 2 1979 och framfördes live under gruppens konsertturné genom Nordamerika, Europa och Japan 1979-80. En liveinspelning från London i november 1979 togs med på CD-versionen av albumet Live 1986 och därefter på albumet Live at Wembley Arena som utgavs 2014. 
En nedkortad version av låten, där hela andra versen klippts bort och låten kortats ner från 4.51 minuter till 3.58 minuter, släpptes på en promotionsingel i USA. Denna version användes senare till ett antal samlingsalbum under 1980- och tidigt 1990-tal, däribland The Singles: The First Ten Years 1982 och originalutgåvan av Abba Gold – Greatest Hits 1992. När Abba Gold återgavs 1999 var originalversionen med.
1997 samplade den amerikanska rapgruppen The Fugees "The Name of the Game" till deras låt "Rumble in the Jungle". De är de enda artisterna jämte Madonna som fått tillåtelse av upphovsmännen att sampla en Abba-låt.
Sången finns sedan premiären 1999 med i musikalen Mamma Mia! samt därefter i långfilmen med samma namn och i den uppföljande filmen Mamma Mia! Here We Go Again.

### Medverkande musiker
- Benny Andersson (klaviatur)
- Björn Ulvaeus (akustisk gitarr)
- Lasse Wellander (elgitarr)
- Rutger Gunnarsson (elbas)
- Ola Brunkert (trummor)
- Malando Gassama (slagverk, congas)
- Lars O. Carlsson (saxofon, flöjt)

## Singel
Singelskivan gavs ut hösten 1977 och omslagsbilden visar gruppen fotograferad vid vattenkaskaderna i Drottningholms slottspark. 

### Listplaceringar
| Lista (1977)              | Topplaceringar |
| ------------------------- | -------------- |
| Australiska singellistan  | 7              |
| Österrikiska singellistan | 12             |
| Belgiska singellistan     | 2              |
| Brittiska singellistan    | 1              |
| Kanadensiska singellistan | 15             |
| Nederländska singellistan | 2              |
| Eurochart Hot 100         | 1              |
| Finländska singellistan   | 5              |
| Franska singellistan      | 12             |
| Tyska singellistan        | 7              |
| Irländska singellistan    | 2              |
| Nyzeeländska singellistan | 4              |
| Norska singellistan       | 3              |
| Svenska singellistan      | 2              |
| Schweiziska singellistan  | 6              |
| US Billboard Hot 100      | 12             |

## Coverversioner (urval)
- 1995 gjorde gruppen Any Trouble en cover på låten.
- 1999 gjorde den svenska gruppen A-Teens en cover till sitt album The Abba Generation.
- 2004 gjorde Sydney Youngblood en cover till albumet Abba Mania.
- 2004 gjorde Nils Landgren en cover till sitt album Funky Abba.
- 2018 gjorde Cher en cover till sitt album Dancing Queen.